# Cerodontha andensis
Cerodontha andensis är en tvåvingeart som beskrevs av Spencer 1963. Cerodontha andensis ingår i släktet Cerodontha och familjen minerarflugor.
Artens utbredningsområde är Colombia. Inga underarter finns listade i Catalogue of Life.